# Флег, Эдмон
Эдмон Флег (настоящая фамилия Флегенхаймер; 1874, Женева — 1963, Париж) — французский поэт, драматург, эссеист, переводчик.

## Биография
Родился в обеспеченной еврейской семье торговца Мориса Флегенхаймера и Клары Нордман. Двоюродный брат известного архитектора Жюльена Флегенхаймера. Учился в Женевском колледже и консерватории. В 1892 году, после непродолжительного пребывания в Германии, переехал в Париж. В 1893 году поступил в Сорбонну, где изучал философию и литературу. В 1895 году поступил в Высшую Нормальную Школу. В период с 1904 по 1920 годы успешно работал как драматург и театральный критик. В 1914 году как гражданин Швейцарии добровольцем поступил на службу во Французский Иностранный легион. В 1920 году принял французское гражданство.
Под воздействием роста антисемитских настроений в обществе, дела Дрейфуса, первых Сионистских конгрессов постепенно углубился в своем творчестве в еврейскую тематику. Автор произведений псевдобиографического характера, описывающих жизнь библейских персонажей, построенных на многочисленных источниках из талмудической литературы. Был ярым сторонником иудео-христианского диалога. В 1949 году стал одним из основателей организации «Иудео-христианская дружба во Франции».
Переводил на французский язык произведения Шолом-Алейхема. Также перевел Пасхальную Агаду (1925), отрывки из «Наставника колеблющихся» Маймонида и из книги Зоар. Перевел на французский язык трагедию Гёте «Фауст» и драму Шекспира «Юлий Цезарь» (1938).
Выступал в качестве так называемого «свидетеля моральности» (наравне с Эйнштейном, Горьким и другими) во время процесса по делу Самуила Шварцбарда, застрелившего Симона Петлюру. Был дружен с известным израильским художником Реувеном Рубиным и скульптором Ханой Орловой.
Эдмон Флег был активным деятелем первой современной международной еврейской организации «Всемирный еврейский союз», членом французской секции Всемирного еврейского конгресса. В 1931 году он в компании Марка Шагала, с которым находился в дружеских отношениях, впервые посетил Израиль. В 1952 году в Израиле в его честь был посажен лес.
Во время Второй мировой войны некоторое время жил в оккупированной итальянцами части Прованса, откуда силами движения Сопротивления был переправлен в безопасное место. Сын Флега Даниэль (род. 1912) страдал от депрессии и покончил с собой в 1939 году. В 1940 во Фландрии у Флега родился сын Морис. В 1941 году в Авиньоне были опубликованы дневники Даниэля Флега с цензурными правками. В 1959 году Эдмон Флег в Париже переиздал «Дневники Даниэля» в полном объёме с предисловием Франсуа Мориака.
В 1973 году после смерти вдовы Флега из их парижской квартиры таинственно исчезли все семейные документы и большая часть архива писателя, включавшего многолетнюю переписку с выдающимися деятелями культуры XX века, с тех пор архив ни разу нигде не всплыл. Наиболее полной биографией Эдмона Флега можно назвать биографическое приложение к новому изданию повести Флега «Мальчик-пророк», вышедшему на немецком языке в 2003 году в Швейцарии, подготовленное Чарльзом Линсмайером, в котором приведено множество фотоматериалов, связанных с жизнью Флега.

## Список произведений

### Пьесы
- «Послание» (1904)
- «Животное» (1910)
- «Помеха веселью» (1913)
- «Божий дом» (1920)
- «Папский еврей» (1925)

### Литературное творчество
- «Еврейская антология» (1921)
- «Моисей в рассказах мудрецов» (1928)
- «Соломон» (1930)
- «Христос по рассказам Вечного жида» (1934)
- повесть «Мальчик-пророк» (1926)
- эссе «Почему я еврей» (1928)
- «Земля, где живёт Бог» (1955)

### Поэзия
- цикл «Слушай, Израиль!» (отдельным изданием в 1956)

### Либретто
- «Эдип», композитор Джордже Энеску (премьера в 1936 году)
- «Макбет», композитор Эрнест Блох (1903)